# Hrabstwo Orange (Kalifornia)
Hrabstwo Orange (ang. Orange County) – hrabstwo w stanie Kalifornia w Stanach Zjednoczonych. Obszar całkowity hrabstwa obejmuje powierzchnię 947,98 mil² (2455,26 km²) i należy do obszaru metropolitalnego Los Angeles. Według spisu w 2020 roku liczy 3,2 mln mieszkańców. Jest to zamożne hrabstwo od dawna znane z konserwatyzmu politycznego.
Hrabstwo Orange tworzą miejscowości na południe od Los Angeles. Przemysł zaawansowanych technologii stał się podstawą do utworzenia w roku 1965 Uniwersytetu Kalifornijskiego w miejscowości Irvine, którego kierunki kształcenia odpowiadają zapotrzebowaniom regionu: elektronika, technologia medyczna i biologiczna. W Orange County przemysł wysokich technologii wyprzedził więc powstanie uniwersytetu.
Orange County to także miejsce mocno związane z rozrywką. Akcja wielu popularnych filmów i seriali została umieszczona właśnie tam (m.in. film The Orange County z aktorem Jackiem Blackiem czy serial telewizji FOX, Życie na fali. W Orange County swoje początki miał zespół punkowy The Offspring. Hrabstwo reprezentują również raper Ca$his oraz zespoły The Adolescents, Atreyu, Ignite, Zebrahead i Avenged Sevenfold.
Hrabstwo powstało w 1889 roku.
Na jego terenie znajdują się:
- miejscowości – Aliso Viejo, Anaheim, Brea, Buena Park, Costa Mesa, Cypress, Dana Point, Fountain Valley, Fullerton, Garden Grove, Huntington Beach, Irvine, La Habra, La Palma, Laguna Beach, Laguna Hills, Laguna Niguel, Laguna Woods, Lake Forest, Los Alamitos, Mission Viejo, Newport Beach, Orange, Placentia, Rancho Santa Margarita, San Clemente, San Juan Capistrano, Santa Ana (siedziba administracyjna), Seal Beach, Stanton, Tustin, Villa Park, Westminster, Yorba Linda,
- CDP – Coto de Caza, Ladera Ranch, Las Flores, Midway City, North Tustin, Rossmoor.

## Demografia
Według danych pięcioletnich z 2020 roku, 57,6% mieszkańców stanowiła ludność biała (39,8%, nie licząc Latynosów), 21,1% to Azjaci, 6,8% miało rasę mieszaną, 1,7% to czarnoskórzy Amerykanie lub Afroamerykanie, 0,49% to rdzenna ludność Ameryki i 0,3% to Hawajczycy i mieszkańcy innych wysp Pacyfiku. Latynosi stanowią 33,8% ludności hrabstwa.
Do największych grup należą osoby pochodzenia meksykańskiego (28,7%), niemieckiego (7,9%), wietnamskiego (6,9%), angielskiego (6,4%), irlandzkiego (6,4%), „amerykańskiego” (4,5%), włoskiego (3,9%), chińskiego (3,6%) i koreańskiego (3,1%).

## Religia
Według danych z 2010 roku pod względem członkostwa do największych grup religijnych należały:
- Kościół katolicki (797,5 tys. w 67 kościołach),
- lokalne bezdenominacyjne zbory ewangelikalne (122,2 tys. w 193 zborach),
- Południowa Konwencja Baptystów (69,2 tys. w 133 zborach),
- Kościół Jezusa Chrystusa Świętych w Dniach Ostatnich (mormoni) (66,8 tys. w 121 zgromadzeniach),
- Kościoły zielonoświątkowe (60–80 tys. w 198 zborach, gł. Zbory Boże i Calvary Chapel),
- Kościoły prezbiteriańskie (ok. 50 tys. w 134 kościołach).